# 주간 영 매거진
《주간 영 매거진》(週刊ヤングマガジン 슈칸 얀구 마가진[*])은 고단샤(강담사)가 매주 월요일마다 주간으로 발행하는 청년 만화 잡지이다. 약칭으로는 Young 외에도 YM 등이 있으며 자매지로는 격월 간행되는 《별책 영 매거진》이 있다.
이 잡지는 1980년에 발표되었으며 성인 남성 소비자 (seinen)를 대상으로 삼고 있다. 잡지에서 출판한 시리즈는 일반적으로 폭력적이고 에로틱한 콘텐츠를 가지고 있다. 잡지의 표지와 첫 페이지에는 모델의 이미지가 포함되어 있다. Young Magazine에서 발행한 시리즈 장은 tankōbon 판으로 편집되어 4개월마다 "YoungKC"브랜드에 게시되도록 발행된다.
2009년 12월 9일부터 Kodansha는 Bessatsu Young Magazine이 존재하는 동안 36호를 발행한 월간 자매 잡지인 Monthly Young Magazine을 개조 및 리뉴얼하여 출판 및 발행하기도 했다.

## 발간 과정
1968년 주간 소년 매거진 편집부의 우치다 마사루, 미야하라 데루오 등은 고단샤에 청년 만화지 창간을 제안했으나 각하당하게 되었다. 한편 같은 해, 쇼가쿠칸으로부터 「빅 코믹」이 창간된다. 그 뒤를 뒤따르는 형식으로 고단샤는 1973년 슈칸겐다이의 증간호로 극화 겐다이를 창간하지만 일반 주간지를 만들던 주간 겐다이 편집부가 만화제작 노하우가 없어 같은 해 휴간하게 된다.
1978년 주간 소년 매거진의 편집장에서 퇴임한 미야하라에게 새로운 청년 만화지를 창간하라는 사령장이 나온다. 준비기간을 거쳐 1980년, "영매거진"이 창간. 당초는 월2회간(제2·제4 월요일)이었지만, 1989년 8호부터 주간화되었다.
위에서 언급한 대로 주간 소년 매거진과는 관련성이 있으며, 가시의 히데이치나 기타야스 아키, 후지사와와 오루 등 동사 타지의 주력 만화가나 오카모토 륜, 가와사와 겐고 등 타사 데뷔 만화가를 적극적으로 기용한다. 또한 각 매체와의 협업 만화를 연재하는 권말에 영화를 소개한다. 『주마가』에서는 매거진 시어터의 명칭으로 방화와 서양화를 소개하는 반면, 양마가에서는 양마가 시어터로서 서양화만 소개하는 등 공통점이 있다. 또한 "주간 마가"의 공지가 게시되기도 한다.
그 한편, 휴재하는 작품도 적지 않고, 휴재중인 채로, 연재 종료해 버리는 작품도 있다.
2015년 1월 5일에는 전자 서적판의 배급 및 발신이 개시된다. 다만 그라비아 페이지 등은 일부 미수록되어 있어, 종이판과 동일한 내용은 아니다. 따라서 표지 그림도 종이판이 권두 화보를 장식하는 화보나 여성 연기자가 중심이 되는 데 비해 전자 서적판에서는 권두 색상을 장식하는 만화 작품이 주를 이루는데 나중에 종이판과 같은 표지가 되었다.
2020년이면 창간 40주년을 맞는다. 본지에 연재한 만화가들의 싸인 색지나, 그때까지 본지에 연재하고 있던 만화가들의 다 읽기 기획 「아만」을 개최한다.
특징으로서 성 묘사를 포함한 작품이나, 야쿠자나 도박등의 이면사회를 그린 작품이 적지 않게 많은 편이다.

### 사건 사고
발행 전 2013년 7판에서는 2013년 1월 12일에 발행되는 같은 해 7호의 사진 부분만 당시 AKB48의 멤버 카사이 토모미의 사진으로 수정되었다. 그 후 다음 주 1월 21일에 2013년 21호 판본으로 발간하는 조치가 취해져 같은 해 7차 판이 누락되었다. 그러나 중단되었던 7호 중 일부는 배포되었으며 자발적 리콜 조치를 취하고 있다. 문제의 사진란은 아동 성매매 법 위반, 아동 포르노 관련 행위 처벌, 아동 보호 등으로 지적되고 있다. 덧붙여서 입건은 연기되었다.

## 주요 연재 작품

### 현재 연재작
연재 순. 2021년 1월 현재 3년 이상 연재된 작품.
| 작품 타이틀                                               | 만화 작가                | 연재 시작호      | 변동 사항                         |
| --------------------------------------------------------- | ------------------------ | ---------------- | --------------------------------- |
| 미나미가 (みなみけ)                                       | 사쿠라바 코하루          | 2004년14호       |                                   |
| GTO 파라다이스 로스트 (GTO パラダイス・ロスト)            | 후지사와 토오루          | 2014년20호       | 「GTO」 시리즈의 속편             |
| 피안도 48일 후 (彼岸島 48日後…)                           | 마츠모토 코우지          | 2014년38호       | 「피안도」 시리즈의 속편          |
| 센고쿠 권병기 (センゴク権兵衛)                            | 미야시타 히데키          | 2015년50호       | 「센고쿠」 시리즈의 최종장        |
| 아르키메데스의 대전 (アルキメデスの大戦)                  | 미타 노리후사            | 2015년52호       |                                   |
| 마술선배 (手品先輩)                                       | Azu                      | 2016년13호       | 통상 연재 → 격주 연재             |
| 1일 외출록 한초 (1日外出録ハンチョウ)                     | 후쿠모토 노부유키 외 2인 | 2017년4・5합병호 | 「카이지」시리즈의 스핀 오프 작품 |
| 조난입니까? (ソウナンですか?)                             | 오카모토 켄타로          | 2017년6호        | 통상 연재 → 격주 연재             |
| Satanophany (サタノファニ)                                | 야마다 요시노부          | 2017년15호       |                                   |
| Parallel Paradise (パラレルパラダイス)                    | 오카모토 린              | 2017년 16호      |                                   |
| My Home Hero (マイホームヒーロー)                         | 야마카와 나오키 외 1인   | 2017년26호       |                                   |
| MF Ghost (MFゴースト)                                     | 시게노 슈이치            | 2017년40호       | 「이니셜 D」의 속편               |
| 역경무뢰 카이지 24억 탈출편 (賭博堕天録カイジ 24億脱出編) | 후쿠모토 노부유키        | 2017년42호       | 「카이지」시리즈의 속편           |

### 역대 연재작
- 아키라
- 3×3 EYES
- 공각기동대
- 완간 미드나이트
- 이나중 탁구부
- 도박묵시록 카이지
- 미스터리 극장 에지
- 이니셜 D
- 쵸비츠
- 미나미가
- 키스x시스
- GTO
- 피안도
- 마술선배
- 프리즌 스쿨
- xxx홀릭

## 참고 사항
1. ↑  “Young Magazine Posted for Free to Mark Anniversary”. Anime News Network. 2010년 6월 7일. 2010년 6월 7일에 확인함.
2. ↑  "Bessatsu Young Magazine Goes Monthly on December 9", Anime News Network, Oct. 14, 2009. Retrieved March 25, 2016.
3. ↑  “ヤンマガ最新号の発売が1月21日に延期、誌面修正のため” (일본어). コミックナタリー. 2013년 1월 12일에 확인함.
4. ↑  “発売中止となった『ヤングマガジン』7号を入手 お店の判断で店頭に置いてるとか (2013年1月17日)”. 《エキサイトニュース》 (일본어). 2020년 6월 15일에 원본 문서에서 보존된 문서. 2020년 6월 15일에 확인함.
5. ↑  “ＡＫＢ河西“手ブラヌード”で波紋！「ヤンマガ」発売延期、児童ポルノに抵触か” (일본어). ZAKZAK. 2013년 1월 12일에 확인함.
6. ↑  “「児ポ法に触れる！」ビッグダディ三姉妹グラビア、教育委員会から厳重注意!?”. 《サイゾーウーマン》 (일본어). 2013년 10월 18일. 2013년 11월 2일에 확인함.